# Hala Shawkat
Fatma Turkan Shawkat (àrab: فاطمة توركان شوكت, Fāṭma Tūrkān Xawkat), més coneguda pel nom artístic de Hala Shawkat (àrab: هالة شوكت, Hāla Xawkat) (Daraa, 18 de març de 1930 - Damasc, 28 d'abril de 2007), va ser una actriu siriana, una de les principals actrius del cinema sirià dels anys 1950 i dels anys 1960. Shawkat també va aparèixer en pel·lícules a Algèria, Egipte i Líban.

## Vida i carrera
Shawkat va nàixer a Daraa, en el si d'una família d'origen turc. Va tenir el seu primer paper al cinema en una pel·lícula a Egipte, on va actuar al costat d'Omar Sharif i Samia Gamal, en la pel·lícula de 1959 موعد مع المجهول, Mawʿid maʿ al-majhūl, ‘Cita amb el desconegut’. Shawkat també va actuar al costat d'altres reconeguts actors egipcis com Mahmoud Yacine i Nadia Lutfi. En tornar a Síria va treballar amb diversos directors sirians i va participar en diverses obres, incloent la famosa Cheers Nation al costat de Duraid Lahham. Al final de la seua carrera va protagonitzar nombroses telenovel·les i programes radiofònics.
Shawkat va morir als 77 anys.